# Vireó de Rio de Janeiro
El vireó de Rio de Janeiro (Hylophilus thoracicus) és un ocell de la família dels vireònids (Vireonidae).

## Hàbitat i distribució
Habita la selva pluvial, a les terres baixes per l'est dels Andes, a l'est de Colòmbia i sud de Veneçuela, Guaiana, est del Perú, nord de Bolívia i oest de l'Amazònia i sud-est del Brasil.

## Taxonomia
Algunes classificacions consideren que aquest tàxon són en realitat dues espècies diferents:
- Hylophilus thoracicus (sensu stricto) - vireó de Rio de Janeiro.
- Hylophilus griseiventris Berlepsch et Hartert 1902 - vireó pitgroc.[3]